# No Jacket Required
Albums de Phil Collins
Hello, I Must Be Going
(1982) ...But Seriously
(1989)
Singles
1. One More Night
Sortie :  30 novembre 1984
 1er avril 1985
2. Sussudio
Sortie : 14 janvier 1985
3. Don't Lose My Number
Sortie :  30 mai 1985
4. Take Me Home
Sortie :  25 juillet 1985
 8 janvier 1986

No Jacket Required est le 3e album solo de Phil Collins. Il est sorti le 25 janvier 1985 sur le label virgin Records et a été produit par Phil Collins et Hugh Padgham. Il a reçu un Grammy Award de l'album de l'année en 1986 et fut un grand succès commercial avec 25 millions d'exemplaires vendus.

## Contexte
Le titre de l'album, en français « Veste non requise », fait référence à un incident survenu au restaurant The Pump Room à Chicago dans l'Illinois. Phil s'est vu refuser le service pour ne pas avoir respecté le code vestimentaire de l'établissement qui spécifie « jacket required » (veste requise). L'employé qui devait le servir, à la table numéro un, s'appelait George Montgomery et il est décédé en 1992. La direction du restaurant a envoyé à Phil une lettre d'excuses, et une flatteuse veste de sport.
No Jacket Required a une orientation commerciale beaucoup plus marquée que les précédents albums Face Value et Hello, I Must Be Going! (réputés sombres et cyniques), sans avoir l'aspect politique de ...But Seriously, l'album suivant. En termes d'émotions, il compte parmi les efforts les plus heureux de Phil Collins. En conséquence, la majeure partie de l'album a un rythme enlevé, avec les exceptions notables Long, Long Way to Go et le tube One More Night.
La chanson Sussudio ne contient aucune batterie, puisque c'est une Boîte à rythmes, la Roland 909 de Phil ainsi que l'Oberheim DMX du claviériste David Frank qui prennent le relais de la batterie conventionnelle.
On y retrouve des choristes de renom, Peter Gabriel, Sting et Helen Terry que l'on peut entendre sur la chanson Take me Home, alors que sur Long, Long Way To Go, on y retrouve uniquement Sting.
"Take Me Home" est une autre chanson dans laquelle le sens était à l'origine très vague. À la première écoute, il semble que la chanson parle de rentrer à la maison, mais ce n'est pas vrai. Collins a déclaré que les paroles de la chanson se réfèrent à un patient dans un établissement psychiatrique, et qu'elle est basé sur le roman One Flew Over the Cuckoo's Nest de Ken Kesey publié en 1962. Peter Gabriel, Helen Terry et Sting fournissent les chœurs. Le clip vidéo (réalisé pendant la tournée No Jacket Required) présente Collins dans plusieurs villes du monde, soit Londres, New York, Tokyo, Moscou, Sydney, Paris, Chicago, Saint-Louis, Los Angeles (Hollywood), San Francisco et Memphis (Graceland). À la fin du clip, Collins arrive à la maison et on y entend une femme (vraisemblablement son épouse) de l'intérieur de la maison lui demander où il était et que le dîner est prêt. Il répond en disant qu'il est allé dans certaines des villes mentionnées ci-dessus. La femme répond "Tu es allé au pub, n'est-ce pas?", alors que Collins sourit à la caméra.

## Accueil
Les deux chansons Sussudio et One More Night atteignent la première place des charts américains. Don't Lose My Number et Take Me Home se placent respectivement 4e et 7e de ces mêmes charts. Separate Lives ne figure pas sur l'album, mais elle sort à la même époque, et atteint la première place, également aux États-Unis. La chanson figure sur la bande-son du film White Nights. Quelques semaines après la sortie de l'album, Against All Odds (Take a Look at Me Now), une autre chanson de Phil Collins est nommée pour les Oscars du Cinéma.
No Jacket Required reste une des plus grosses ventes de Phil Collins, avec plus de 10 millions de copies aux États-Unis (Disque de diamant). Vingt ans après sa sortie, No Jacket Required se place parmi les 50 meilleures ventes aux États-Unis. Il s'est vendu à environ 25 millions d'exemplaires à travers le monde.
L'album reçoit le Grammy Award de l'album de l'année en 1986.

## Liste des chansons
- Toutes les chansons de Phil Collins sauf mention contraire.
1. Sussudio - 4:23
2. Only You Know and I Know (Paroles: Collins/ Musique: Daryl Stuermer) - 4:21
3. Long Long Way to Go - 4:22
4. I Don't Wanna Know (Paroles: Collins/ Musique: Stuermer) - 4:14
5. One More Night - 4:48
6. Don't Lose My Number  - 4:48
7. Who Said I Would? - 4:01
8. Doesn't Anybody Stay Together Anymore? (Paroles: Collins/ Musique: Collins, Stuermer) - 4:18
9. Inside Out - 5:15
10. Take Me Home - 5:52
11. We Said Hello Goodbye - 4:15 (versions CD uniquement)

En 2016, Phil a réédité l'album avec un CD en supplément sur lequel des chansons en concert ainsi que des démos apparaissent pour la première fois, en voici la liste :
- Sussudio (En concert 1990)
- Don't lose my number ( En concert 1997)
- Who said I would (En concert 1985)
- Long long way to go (En concert 1997)
- Only You Know and I Know (En concert 1994)
- Easy Lover (En concert 1997)
- Inside Out (En concert 1990)
- Doesn't Anybody Stay Together Anymore ( En concert 1990)
- One More Night (En concert 1990)
- Take Me Home (En concert 1990)
- Only You Know and I Know (Demo)
- One More Night (Demo)
- Take me home (Demo)

## Musiciens
Tels que cités dans le livret accompagnant l'album : 
- Phil Collins : chant, chœurs, batterie sur 2,4,6,8-11, LinnDrum sur 2 & 6, basse sur 2, claviers sur 2,3,5-11, Roland 909 sur 1 & 10, Roland TR-808 sur 3, 5, batterie électronique Simmons sur 3,7 Vocoder sur 7, kalimba sur 3
- Daryl Stuermer : guitare sur 1-10, claviers sur 4
- Leland Sklar : basse sur 3-6, 8-11, basse Piccolo sur 3,10
- David Frank : Minimoog basse sur (1, 7), Oberheim DMX sur (1), claviers sur (1, 7), claviers additionnels sur (6)
- Nick Glennie-Smith : claviers sur 11
- Arif Mardin : arrangements des cordes sur 5, introduction orchestrale sur 11
- Peter Gabriel, Helen Terry : chœurs sur 10
- Sting : chœurs sur 3, 10
- Gary Barnacle : saxophone sur 4 & 7
- The Phoenix Horns : 1,2,7
  - Don Myrick : saxophone sur 1,2,7, solo saxophone sur 5, 9
  - Rahmlee Michael Davis : trompette sur 1,2,7
  - Michael Harris : trompette sur 1,2,7
  - Louis "Lui Lui" Satterfield : trombone sur 1,2,7
  - Tom Tom 84 : arrangements des cuivres sur 1,2,7

## Production
- Toutes les chansons sont publiées chez Phil Collins Ltd/Hit and Run Music (Publishing) Ltd
- Ingénieur : Hugh Padgham, assisté de Steve Chase
- Enregistrement : "The Townhouse", Surrey et Old Croft, Surrey
- Enregistrement des cordes : Studios Air, Londres (ingénieur John Jacobs)
- Mixage numérique à Townhouse
- Photographie : Peter Ashworth
- Design de l'album : Phil Collins

## Classements

### Albums
| Classement (1985)             | Meilleure place |
| ----------------------------- | --------------- |
| Allemagne (Media Control AG)  | 1               |
| Autriche (Ö3 Austria Top 40)  | 11              |
| États-Unis (Billboard 200)    | 1               |
| Canada (RPM Top Albums)       | 1               |
| France (SNEP)                 | 6               |
| Italie (Hit Parade Italia)    | 4               |
| Norvège (VG-lista)            | 1               |
| Nouvelle-Zélande (RIANZ)      | 1               |
| Pays-Bas (Mega Album Top 100) | 1               |
| Royaume-Uni (UK Albums Chart) | 1               |
| Suède (Sverigetopplistan)     | 1               |
| Suisse (Schweizer Hitparade)  | 1               |

| Classement (2016)             | Meilleure place |
| ----------------------------- | --------------- |
| Autriche (Ö3 Austria Top 40)  | 55              |
| Australie (ARIA)              | 42              |
| Belgique (Flandre Ultratop)   | 54              |
| Belgique (Wallonie Ultratop)  | 76              |
| France (SNEP)                 | 112             |
| Italie (FIMI)                 | 63              |
| Pays-Bas (Combialbum)         | 55              |
| Royaume-Uni (UK Albums Chart) | 35              |
| Suisse (Schweizer Hitparade)  | 45              |

### Singles
| Année | Chart                  | Durée du classement | Position |
| ----- | ---------------------- | ------------------- | -------- |
| 1985  | Hot 100                | 18 semaines         | 1er      |
| 1985  | Mainstream Rock Tracks | 13 semaines         | 4e       |
| 1985  | Adult Contemporary     | 21 semaines         | 1er      |
| 1985  | UK Singles Chart       | 10 semaines         | 4e       |
| 1985  | Single Top 100         | 13 semaines         | 10e      |
| 1985  | Ö3 Austria Top 40      | 12 semaines         | 6e       |
| 1985  | (V) Ultratop           | 8 semaines          | 9e       |
| 1985  | RPM Top Singles        | 21 semaines         | 1er      |
| 1985  | Top 100                | 19 semaines         | 24e      |
| 1985  | RMNZ Singles Top40     | 8 semaines          | 5e       |
| 1985  | Mega Top 50            | 8 semaines          | 8e       |
| 1985  | Schweizer Hitparade    | 11 semaines         | 6e       |

| Année | Chart                  | Durée du classement | Position |
| ----- | ---------------------- | ------------------- | -------- |
| 1985  | Hot 100                | 18 semaines         | 4e       |
| 1985  | Mainstream Rock Tracks | 10 semaines         | 25e      |
| 1985  | Adult Contemporary     | 18 semaines         | 4e       |
| 1985  | (V) Ultratop           | 5 semaines          | 22e      |
| 1985  | RPM Top Singles        | 17 semaines         | 11e      |
| 1985  | RMNZ Singles Top40     | 9 semaines          | 22e      |
| 1985  | Mega Top 50            | 3 semaines          | 44e      |

| Année | Chart                  | Durée du classement | Position |
| ----- | ---------------------- | ------------------- | -------- |
| 1985  | Hot 100                | 17 semaines         | 1er      |
| 1985  | Mainstream Rock Tracks | 12 semaines         | 10e      |
| 1985  | Adult Contemporary     | 10 semaines         | 30e      |
| 1985  | UK Singles Chart       | 9 semaines          | 12e      |
| 1985  | Single Top 100         | 13 semaines         | 17e      |
| 1985  | (V) Ultratop           | 11 semaines         | 6e       |
| 1985  | RPM Top Singles        | 13 semaines         | 10e      |
| 1985  | VG-lista               | 11 semaines         | 6e       |
| 1985  | RMNZ Singles Top40     | 5 semaines          | 27e      |
| 1985  | Mega Top 50            | 11 semaines         | 12e      |
| 1985  | Sverigetopplistan      | 3 semaines          | 13e      |
| 1985  | Schweizer Hitparade    | 9 semaines          | 9e       |

| Année | Chart                  | Durée du classement | Position |
| ----- | ---------------------- | ------------------- | -------- |
| 1985  | UK Singles Chart       | 9 semaines          | 19e      |
| 1986  | Hot 100                | 16 semaines         | 7e       |
| 1986  | Mainstream Rock Tracks | 10 semaines         | 12e      |
| 1986  | Adult Contemporary     | 17 semaines         | 2e       |
| 1986  | RPM Top Singles        | 18 semaines         | 23e      |

## Certifications
| Pays                     | Certifications | Ventes       | Date       |
| ------------------------ | -------------- | ------------ | ---------- |
| Allemagne (BVMI)         | 3 × Platine    | 1 500 000 +  | 2005       |
| Argentine (CAPIF)        | 3 × Platine    | 180 000 +    | —          |
| Australie (ARIA)         | 4 × Platine    | 280 000 +    | —          |
| Autriche (IFPI Austria)  | Platine +      | 50 000 +     | 20/01/1993 |
| Canada (Music Canada)    | Diamant        | 1 000 000 +  | 29/04/1986 |
| États-Unis (RIAA)        | 12 × Platine   | 12 000 000 + | 06/02/2001 |
| Finlande (IFPI.fi)       | Or             | 34 203 +     | 1985       |
| France (SNEP),           | 2 × Platine    | 780 300 +    | 1993       |
| Nouvelle-Zélande (RIANZ) | Platine        | 15 000 +     | 21/04/1985 |
| Pays-Bas (NVPI)          | Platine        | 80 000 +     | 1986       |
| Royaume-Uni (BPI)        | 6 × Platine    | 1 800 000 +  | 21/11/1989 |
| Suisse (IFPI.ch)         | 2 × Platine    | 100 000 +    | 1989       |

## Anecdotes
- Une erreur de typographie apparaît dans les crédits d'enregistrement. "The Townhouse" n'est pas situé dans le comté de Surrey, mais à Londres.
- Old Croft, Surrey, dans les crédits d'enregistrement, fait référence à une maison de Phil Collins achetée vers 1978. Elle se situe à Shalford, dans le comté de Surrey au Sud-Ouest de Londres.
- La chanson Who said I would ? est l'hymne d'entrée des joueurs du PSG au Parc des Princes depuis août 1992.
- La chanson Only You And I Know était la chanson utilisée au Colisée de Québec pour l'entrée sur la glace des Nordiques de Québec, en 1994.
- Ce qui est particulier pour la chanson Sussudio, c'est que Phil ne joue pas de batterie puisque les sons de percussions sont issus de laRoland 909 de Collins ainsi que l'Oberheim DMX du claviériste David Frank.